# Doris Ryffel-Rawak
Doris Ryffel-Rawak (* 1945 in Montevideo, Uruguay als Doris Rawak) ist Fachärztin für Psychiatrie und Psychotherapie und Autorin mehrerer Fachbücher zum Thema Aufmerksamkeitsdefizit-/Hyperaktivitätsstörung (ADHS) sowie Co-Autorin in verschiedenen Fachbüchern und medizinischen Zeitschriften. Als Mitglied des »European ADHD Network« hielt sie Vorträge und Weiterbildungskurse im In- und Ausland.

## Leben
Doris Ryffel-Rawak wurde als Tochter deutsch-jüdischer Emigranten in Montevideo, Uruguay, geboren und wuchs dort auf. Nach dem Abitur siedelte sie zusammen mit ihren Eltern im Alter von 20 Jahren nach Deutschland um, wo sie Medizin studierte. Mit ihrer Dissertation Der Gallensteinileus vom 29. Juni 1970 promovierte sie an der Medizinischen Fakultät Mannheim der Universität Heidelberg zur Dr. med. Nach Abschluss des Studiums heiratete sie und zog in die Schweiz. Nach einer zehnjährigen Unterbrechung nahm sie ihre medizinische Laufbahn wieder auf und wurde Fachärztin für Psychiatrie und Psychotherapie.
Als niedergelassene Ärztin mit eigener Praxis in Bremgarten bei Bern widmete sich Ryffel-Rawak vor allem der Thematik der Aufmerksamkeitsdefizit-/Hyperaktivitätsstörung bei Erwachsenen. Als Autorin von ADHS-Ratgebern erlangte sie überregionale Bekanntheit.
Neben der Praxistätigkeit hat sie Vorträge sowie Weiterbildungen im In- und Ausland gehalten. Ryffel-Rawak war wesentlich an der Gründung von Selbsthilfeorganisationen für erwachsene ADHS-Betroffene in der Schweiz und der Schweizerischen Fachgesellschaft ADHS (SFG-ADHS) in 2005 beteiligt.
Seit ihrer Jugend ist Ryffel-Rawak auch künstlerisch tätig. Ihre Werke wurden vorerst in der Schweiz und seit 2005 vor allem in ihrem Heimatland Uruguay ausgestellt. In Montevideo erschienen von ihr zwei Gedichtbände, Sutilezas (2008) und Imprudencias (2010). 2013 erschien ihr erster Roman, Auf Spurensuche am Río de la Plata, der 2014 auch beim Goethe-Institut in Montevideo mit Lesung auf Deutsch und Spanisch präsentiert wurde. In dem Roman vermischt sich ihre tatsächliche Lebensgeschichte mit Fiktion: Zum einen verarbeitet sie ihre eigene Kindheit und Jugend in Uruguay, zum anderen erfindet sie gleichzeitig „eine turbulente Liebesgeschichte mit einem Latin Lover“.
Ryffel-Rawak ist Mutter von drei erwachsenen Söhnen und Großmutter. Sie lebt in Uruguay und in der Schweiz.

## Veröffentlichungen
Auswahl von Publikationen von Doris Ryffel-Rawak:

### ADHS-Ratgeber
- ADHS bei Erwachsenen. Betroffene berichten aus ihrem Leben. 2., überarb. Auflage. Huber, Bern 2007, ISBN 978-3-456-84466-4  (1. Auflage: ADS bei Erwachsenen, 2001).
- Wir fühlen uns anders! Wie betroffene Erwachsene mit ADHS sich selbst und ihre Partnerschaft erleben. 3. überarb. Auflage 2016; Hogrefe Verlag, Bern ISBN 978-3-456-85672-8 (1. Auflage: 2003).[5]
- ADHS bei Frauen – den Gefühlen ausgeliefert. 4., aktualisierte Auflage 2017; Hogrefe Verlag, Bern;   ISBN 978-3-456-85824-1   (1. Auflage: 2004).
- ADHS und Partnerschaft – eine Herausforderung. 1. Auflage. Huber, Bern 2007, ISBN 978-3-456-84455-8.
- Unser facettenreiches Leben. ADHS-Collagen zum Schmunzeln. Widrigkeiten trotzen, mitunter befreiend lachen. 1. Auflage 2017. Verlag tredition GmbH, Hamburg ISBN 978-3-7439-5643-8

### Romane
- Auf Spurensuche am Río de la Plata. Aufzeichnungen einer jüdischen Emigration nach Uruguay. Acabus, Hamburg 2013, ISBN 978-3-86282-189-1.